# Federfallhammer

Federfallhammer Ajax

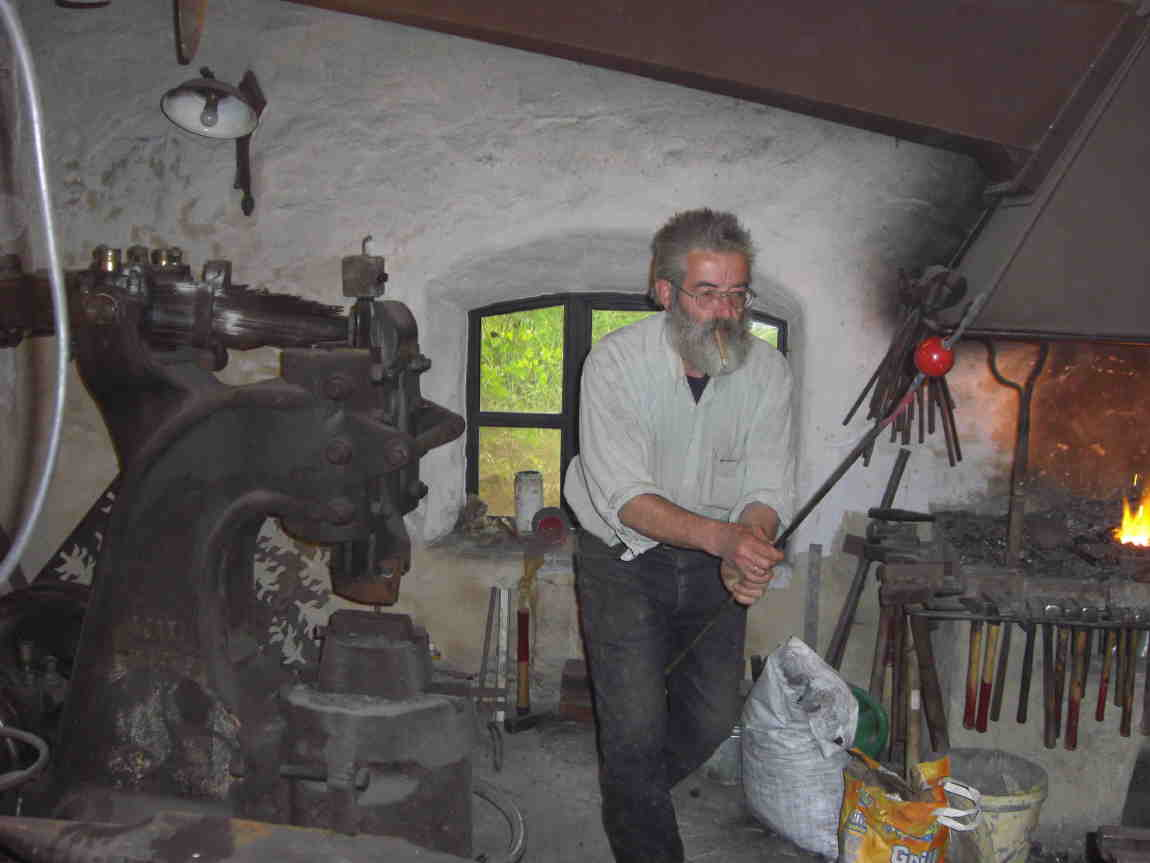
Federfallhammer in einer Schmiede

Der Federfallhammer (auch Federhammer) war eine technische Neuerung des ausgehenden 19. Jahrhunderts, er löste den vormals zum Freiformschmieden gebräuchlichen Schwanzhammer ab. Der wesentliche Unterschied zu den mittelalterlichen einfachen Schwanz- und Fallhämmern  ergibt sich aus dem dynamisch verstärkten Schlagverhalten durch Aufspannen der Federn aufgrund der Massenträgheit des Hammerbärs (bewegliches Oberteil mit Gesenkaufnahme).
Diese Hammerform wurde um 1900 von den österreichischen Schmidtstahlwerken A.G. unter mehreren Patentanmeldungen zur Serienreife gebracht und als „Ajax-Patentblattfederhammer“ weltweit vertrieben. In der Folge kamen später – in Notzeiten – auch Autofedern (Blattfedern) zum Einsatz.
Aufgrund der robusten und technisch einfachen Ausführung bei großer Umformleistung ist dieser Hammer heute noch in  Schmieden und Kunstschmiedebetrieben zu finden.
Parallel hat sich der später entwickelte Lufthammer, neben  Schmiedepressen, durch bessere Steuerbarkeit der Schlagenergie (Schlagkraft) und Geschwindigkeit des Bärs trotz höherer Anschaffungskosten vielfach durchgesetzt.